# Мунджон (ван Чосону)
Мунджон (кор. 문종, 文宗, Munjong, Munjong); ім'я при народженні Лі Хян (кор. 이향, 李珦, I Hyang, I Hyang; 15 листопада 1414 — 1 червня 1452) — корейський правитель, п'ятий володар держави Чосон.
Посмертний титул — Консун-теван, Сонхьо-теван .

## Життєпис
Був старшим сином Седжона Великого, успадковував престол, але за два роки захворів і помер, тоді йому на зміну прийшов син, Танджон, який правив до 1455, а потім був зміщений своїм дядьком, засланий та пізніше убитий.
Все важливе, що зробив Мунджон, відноситься до періоду, коли він був ще кронпринцем, з 1421 по 1450. З 1442 служив регентом, дбав про державні справи. Історія династії приписує йому винахід манометра.

## Родина
Мав 11 дружин і 8 дітей.